# 고전 마야어
고전 마야어(영어: Classic Maya)는 마야어족 언어 가운데 가장 일찍 기록된 언어이다. 콜럼버스 이전의 시대 고전기 마야 문명의 문자 기록으로 남아 있다.

## 다른 마야어와의 관계
오늘날 학계의 의견에 따르면, 마야 코덱스를 비롯한 고전기의 문자 기록은 주로 마야 사제 계급에 속한 서기들이 촐티어의 문어형으로 적은 것이다. 마야의 지배 계급은 촐티어를 마야어 사용 지역 전체의 공통어로 사용했을 가능성이 있다. 그러나 페텐 분지와 유카탄반도에서는 다른 언어(특히 유카텍 마야어)로 기록을 남겼을 가능성도 있다. 또한 과테말라 고지대에서는 해당 지역의 마야어를 마야 문자로 기록했다는 증거도 조금 있다. 그러나 다른 언어가 문자 기록으로 남았다면, 기록을 남긴 것은 촐티족 서기들이었을 수 있고, 따라서 촐티어의 요소를 포함할 수 있다.

## 문자
고전 마야어는 콜럼버스 이전 시기 마야 문명의 문자 체계로 기록된 주된 언어이다. 특히 기원후 200~900년경 멕시코 저지대에서 새겨진 비문에 잘 나타난다. 마야 문자는 표어문자와 음절문자가 혼합된 체계인데, 이러한 점은 기능적으로 수메르의 쐐기문자와도 비슷하다. (그러나 두 문자는 서로 연관이 없다.) 마야 문자 기록에 나타나는 문자소의 총체는 당시 고전 마야어의 음운론을 드러내는 음절 글자를 중심으로 하여, 이와 결합되거나 이를 보충하는 더 많은 수의 표어 글자로 이루어져 있다. 따라서 고전 마야어 표현은 여러 가지 방식으로 적을 수 있었는데, 표어 글자로만 적거나, 표어 글자에 읽기도움자를 더하거나, 표어 글자와 음절 글자로 적거나, 음절 글자로만 적는 방법 따위가 있다. 예를 들어 한 가지 흔한 방식은 대다수의 동사·명사 어근을 표어 글자로 적고, 거기에 붙는 문법적 접사는 음절 글자로 적는 것이었는데, 이는 오늘날 한자와 가나로 일본어를 쓰는 방식과 비슷하다.

## 문법
다른 여러 마야어족 언어와 마찬가지로 고전 마야어는 동사-주어-목적어 어순이 기본인 능격-절대격 언어이다. 고전 마야어는 포합어로써 문법 기능을 나타내는 접두사와 접미사가 존재한다. 명사는 격이나 성에 따라 굴절하지 않는다. 또한 대상의 공간적 위치를 나타내는 자동사 범주가 존재한다. 또한 명사의 수를 셀 때 수분류사를 사용하며, 이십진법 수사 체계를 지녔다. 동사는 시제에 따라 굴절하지 않고 대신 상을 나타내는 불변화사들이 붙는다.

## 참고 자료
Aulie, H. Wilbur; Evelyn W. Aulie, 편집. (1998) [1978]. 《Diccionario Chʼol de Tumbalá, Chiapas, con variaciones dialectales de Tila y Sabanilla》 [Chʼol Dictionary of Tumbalá, Chiapas with dialectal variations from Tila and Sabanilla]. Serie de vocabularios y diccionarios indígenas "Mariano Silva y Aceves", No. 121. Emily Stairs electronic reproduction wi March 2005 corrections, 2판. Coyoacán, D.F.: Instituto Lingüístico de Verano. ISBN 968-31-0291-3. OCLC 42692322.
Boot, Erik (2002). “A Preliminary Classic Maya-English/English-Classic Maya Vocabulary of Hieroglyphic Readings” (PDF). 《Mesoweb Articles》. Mesoweb. 2007년 7월 6일에 확인함.
Coe, Michael D. (1992). 《Breaking the Maya Code》. London: Thames & Hudson. ISBN 0-500-05061-9.
Hernández de León-Portilla, Ascención (2004). “Lenguas y escrituras mesoamericanas”. 《Arqueología Mexicana》 (스페인어) XII (70): 20–25. ISSN 0188-8218. 2008년 5월 15일에 원본 문서에서 보존된 문서. 2007년 7월 6일에 확인함.
Houston, Stephen D. (1989). 《Reading the Past: Maya Glyphs》. London: British Museum Publications. ISBN 0-7141-8069-6.
Kettunen, Harri; Christophe Helmke (2005). 《Introduction to Maya Hieroglyphs》 (PDF). Wayeb and Leiden University. 2007년 7월 6일에 확인함.
Montgomery, John; Peter Mathews; Christophe Helmke (2002–2007). “Dictionary of Maya Hieroglyphs” (online version). 《Maya Hieroglyphic writing: Dictionaries》. Foundation for the Advancement of Mesoamerican Studies, Inc (FAMSI). 2007년 7월 6일에 확인함.
Stuart, David (December  1987). 〈Ten Phonetic Syllables〉. 《Research Reports on Ancient Maya Writing, 14》 online publication: October 2005판. Washington, D.C.: Center for Maya Research. 2020년 10월 30일에 원본 문서 (PDF)에서 보존된 문서. 2007년 7월 6일에 확인함.
Thompson, J. Eric S. (1971). 《Maya Hieroglyphic Writing; An Introduction》. Civilization of the American Indian Series (No. 56) 3판. Norman: University of Oklahoma Press. ISBN 0-8061-0447-3.